# Васарамякі (Турку)

Васарамякі (фін. Vasaramäki, швед. Hammarbacka) — один із центральних районів міста Турку, що входить до округу Сканссі-Уіттамо. 

## Географічне положення
Район розташований на південному сході від центральної частини Турку і межує з районами Купіттаа, Ітягарью, Кур'єнмякі, Луолавуорі, Пелтола, Сканссі і з районом Гугкола. 
На території району розташований центральний цвинтар міста, заснований в 1807, що займає нині площу — 59,2 гектара. 

## Населення
У 2004 населення району становило 3949 осіб, з яких діти молодше 15 років становили 12,64 %, а старше 65 років —  24,21 %. Фінською мовою як рідною володіли 92,68 %, шведською — 5,95 %, а іншими мовами — 1,37 % населення району. 